# レインボー・タカラヅカ
『レインボー・タカラヅカ』は宝塚歌劇団の作品。

## 月組　宝塚大劇場公演
形式名は「グランドショー」。
20場。
併演は『海の花天女』。
1965年10月2日から10月28日まで公演があった。

### スタッフ
- 作・演出：高木史朗
- 作曲・編曲：中元清純
- 編曲：高井良純、吉崎憲治
- 音楽指導：溝口尭
- 振付：岡正躬、県洋二、山田卓
- 装置：石浜日出雄
- 装置・照明：黒田利邦
- 衣装：静間潮太郎
- 小道具：生島道正
- 効果：村上茂
- 録音：松永浩志
- 音響技術：宝塚映画
- 演出補：柴田侑宏
- 演出助手：大関弘政
- 振付助手：鈴木武

### 主な出演
- エトワール、紳士：淀かほる
- 青年、踊る男：内重のぼる
- 歌う男：上月晃
- ギターの男：水はやみ、清はるみ、汀夏子
- 紳士、踊る女：古城都
- 踊る女：近衛真理
- 虹の男：薫邦子、榛名由梨、郷ちぐさ
- 手品師：清川はやみ、水穂葉子

## 月組　新宿コマ劇場公演
併演は『憂愁夫人』。
1966年1月2日から30日まで公演があった。

### 主なスタッフ
- 中村武夫
- 監修：高木史朗